# إروين باركر
إروين باركر هو كاتب سيناريو كندي، ولد في 13 يونيو 1952، وتوفي في 21 يونيو 2010 بسبب سرطان.

## وصلات خارجية
- إروين باركر على موقع IMDb (الإنجليزية)
- إروين باركر على موقع قاعدة بيانات الفيلم (الإنجليزية)